# Luca Zini
Luca Zini (Genova, 6 giugno 1998) è un rugbista a 15 italiano, mediano d'apertura del Petrarca.

## Biografia
Cresciuto nelle giovanili del Province dell’Ovest, trascorse due anni all'accademia zonale FIR di Torino per poi tornare come tesserato del CUS Genova.
Nel 2018 fu acquistato dal Petrarca, club il cui tecnico Andrea Marcato procedette sin dall'inizio a impiegarlo con continuità; con i padovani giunse alla finale scudetto del 2021 persa contro Rovigo e, nella stagione successiva, si aggiudicò la Coppa Italia e lo scudetto, quest'ultimo ancora contro Rovigo in finale.
Nel 2019 prenderà parte alle Universiadi di Napoli dove competerà , come capitano , con la squadra seven nazionale
A fine stagione 2022-2023 è costretto al ritiro dal mondo professionistico a causa di un infortunio non specificato .

## Palmarès
- Campionati italiani: 1
Petrarca: 2021-22
- Coppe Italia: 1
Petrarca: 2021-22, 2022-23